# جون بروتيغام
جون بروتيغام (بالهولندية: Johan Brautigam)‏ هو نقابي وسياسي هولندي، ولد في 18 مايو 1878، وتوفي في 24 يونيو 1962. حزبياً، نشط في حزب العمال الديمقراطي الاجتماعي. وقد انتخب municipal executive of Rotterdam ‏ وانتخب عضو مجلس نواب هولندا ‏.